# Al-Kharj
Al-Kharj (Arabisch: الخرج) is een stad in de Saoedi-Arabische provincie Riyad en de hoofdplaats van het gelijknamige gouvernement (muhafazah).
Al-Kharj ligt ongeveer 50 km ten zuiden van Riyad, de hoofdstad van Saoedi-Arabië. Ten zuidoosten van Al-Kharj bevindt zich de Prince Sultan Air Base, een belangrijke vliegbasis van de Saoedische luchtmacht. Het gouvernement Al-Kharj, dat 19.790 km² groot is, telde in 2011 als geheel 243.443 inwoners.
Abha · Al-Bahah · Bariq · Buraidah · Dammam · Dhahran · Hail · Jeddah · Jizan · Jubail · Al-Kharj · Khobar · Medina · Mekka · Najran · Riyad · Tabuk · Taif · Unayzah · Yanbu
Saoedi-Arabië · Provincies